# ローベルト・ハース
ローベルト・ハース（Robert Haas, 1886年8月15日、プラハ - 1960年10月4日、ウィーン）は、オーストリアの音楽学者。特に、レオポルト・ノヴァークと並んでブルックナー研究の権威として知られる。ハースの編集・推敲したブルックナーの楽曲の校訂版は、事実上のブルックナー旧全集でありハース版と呼ばれる。

## 人物・経歴

### ブルックナー
オーストリア国立図書館勤務当時の初期より、バロック音楽とクラシック音楽に興味を持つ。後にはウィーン・ライブラリーに寄贈されたオリジナル原稿に基づくアントン・ブルックナーの交響曲とミサ曲の完全版の編集に取り組むために新たに創設された国際ブルックナー協会に雇用される。1935年から1944年の間に交響曲第6番（1935年）、第5番（1935年）、第4番（1936年と1944年）、第7番（1944年）などの校訂版の完成に没頭した。
ハースは校訂版を作成するに当たり、ブルックナーの残した複数の異なる稿を合成することも辞さなかった。例えば交響曲第8番の校訂では、1887年の第1稿と1890年の第2稿を折衷し、さらに1892年に最初に出版された初版や、ブルックナーが友人に示した1887年の草稿からも一部を取り入れている。このような校訂方針は恣意的で史料的根拠がないとして批判も招いた。
またハースはナチスの党員であったことから、第二次世界大戦後にプロジェクトから外されることになり、学究肌のレオポルト・ノヴァークが後任に就任して新全集を刊行することとなった。

### その他の作曲家
ブルックナー以外では、ヴォルフ、モンテヴェルディ、グルック、モーツァルト、およびJ・S・バッハに関しての著書も残している。